# 宋堯武
宋堯武（1532年—1596年），字季鷹，號遜菴，直隸松江府華亭縣萧塘人，明朝政治人物。

## 生平
御史宋瑮、工部宋瑛的从孙。隆慶元年（1567年）丁卯科應天鄉試第五十五名舉人，二年（1568年）戊辰科二甲第十四名進士。授河南汝寧府信陽州知州，改南雄府通判，升南雄府同知，萬曆三年（1575年），兩廣總督凌雲翼代替殷正茂征剿羅旁瑤民，宋堯武督理舟車、糧餉等，四年（1576年）升惠州府知府，親身登海盜船，勸退林道乾，八年（1580年）丁母憂歸。服闋，起為福州府知府，十一年（1583年）升福建按察司副使，十三年（1585年）調江西按察司副使，十五年（1587年）升雲南布政使司右參政，十七年（1589年）致仕歸里，萬曆二十四年（1596年）病卒，享年六十五。

## 家族
曾祖宋論，貢士；祖父宋公望，監生；父宋乾，王府引禮舍人。母張氏。慈侍下。
子宋茂毅、宋懋韶、宋茂颜、茂新、茂龙、茂彰、茂端、茂竣。孫宋存標、宋徵璧。